# Чёрный часослов

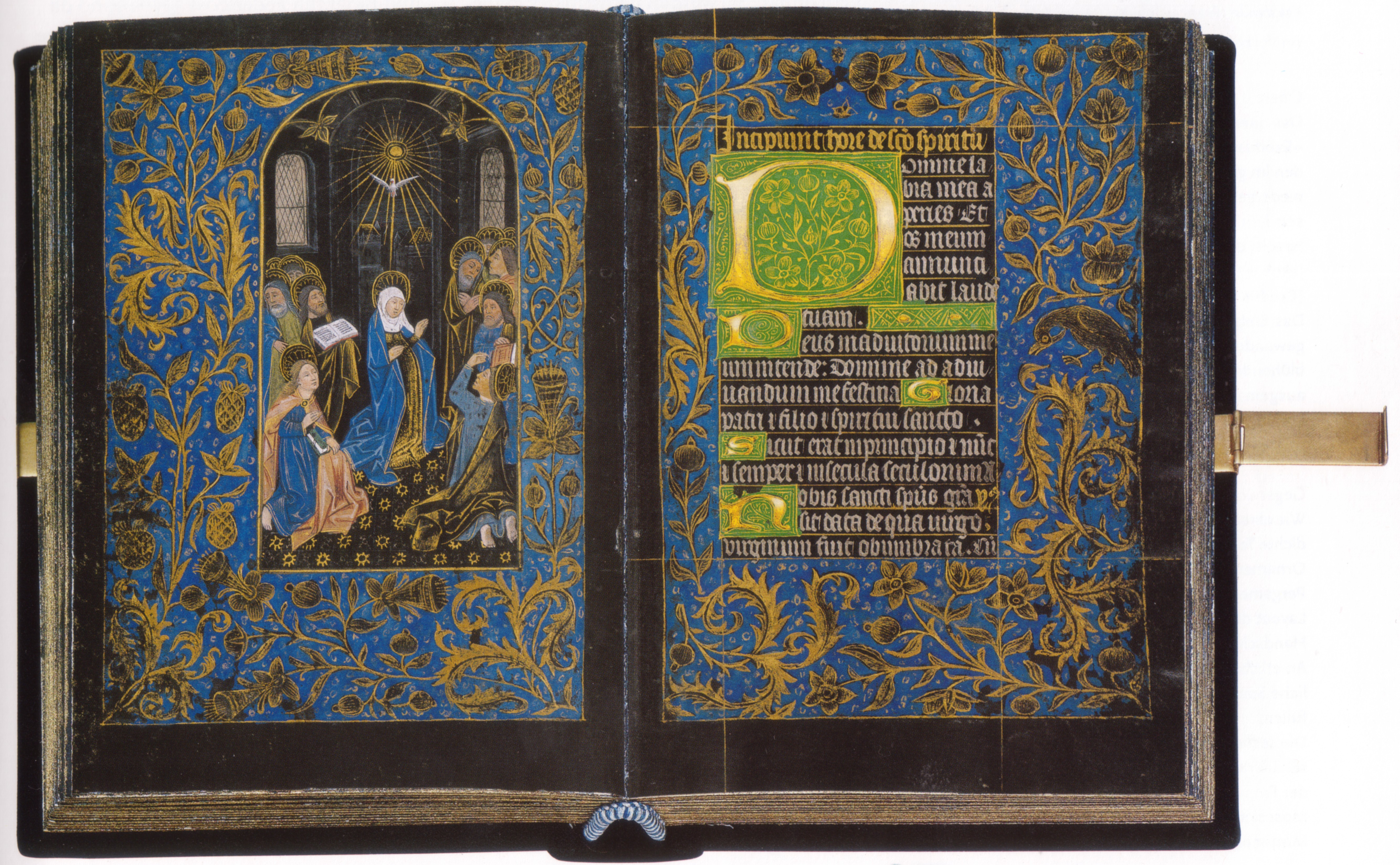
«Чёрный часослов», Библиотека Пирпонта Моргана M. 493 (fol. 18v/19r)

«Чёрный часослов» — часослов, получивший своё название от цвета страниц. Одна из немногих сохранившихся рукописных книг с чёрными страницами. Создан около 1475 года в Брюгге художником из окружения Виллема Вреланта. Вероятно, выполнен по заказу одного из придворных герцога Бургундии. В настоящее время находится в Библиотеке Моргана в Нью-Йорке (инвентарный номер M. 493).

## Описание
«Чёрный часослов» из Библиотеки Моргана — одна из семи сохранившихся рукописей, страницы которых в результате сложного процесса окрашивались с помощью сажи или растворами соединений меди и железа. Все известные манускрипты с чёрными страницами происходят из фламандских мастерских и датируются второй половиной XV века.
«Чёрный часослов» имеет размеры 17 х 12 см, в нём 121 лист с текстом, 14 миниатюр в полную страницу, 15 крупных и множество небольших инициалов и 138 декоративных бордюров. Текст выполнен золотыми и серебряными чернилами, фон инициалов — изумрудно-зелёный. При иллюминировании рукописи использовались сусальное золото, свинцовые белила и кроющие краски. Бордюры расписаны золотом по синему фону. Чёрный фон страниц выгодно подчёркивает в целом весьма ограниченную цветовую гамму.

## Художник
Анонимный миниатюрист «Чёрного часослова», стиль которого явно указывает, что он входил в круг Виллема Вреланта, одного из ведущих мастеров книжной миниатюры, работавших в Брюгге, получил имя Мастера Чёрного часослова. О других манускриптах, выполненных этим художником, неизвестно.

## Заказчик
Для кого был выполнен «Чёрный часослов», неизвестно. В книге нет изображения герба её владельца, можно лишь предполагать, что заказчик рукописи был одним из придворных герцога Карла Смелого.

## Сохранность
Книга довольно хорошо сохранилась, однако в некоторых местах наблюдается шелушение чёрной краски. На официальном сайте библиотеки Моргана сообщается о предстоящей реставрации манускрипта.

## Другие чёрные часословы
Существует ещё шесть хорошо сохранившихся часословов с чёрными страницами, особой категории часословов, популярной при дворе последних герцогов Бургундии, среди них:
- «Чёрный часослов Карла Смелого» (Австрийская национальная библиотека, Вена, Cod. 1856)
- «Часослов Марии Бургундской» (Австрийская национальная библиотека, Вена, Cod. 1857)

## Факсимильное издание
- Schwarzes Stundenbuch. Faksimile-Ausgabe von Pierpont Morgan Library, New York, M. 493 durch den Faksimile Verlag Luzern, Luzern 2001